# Rio Sanhauá

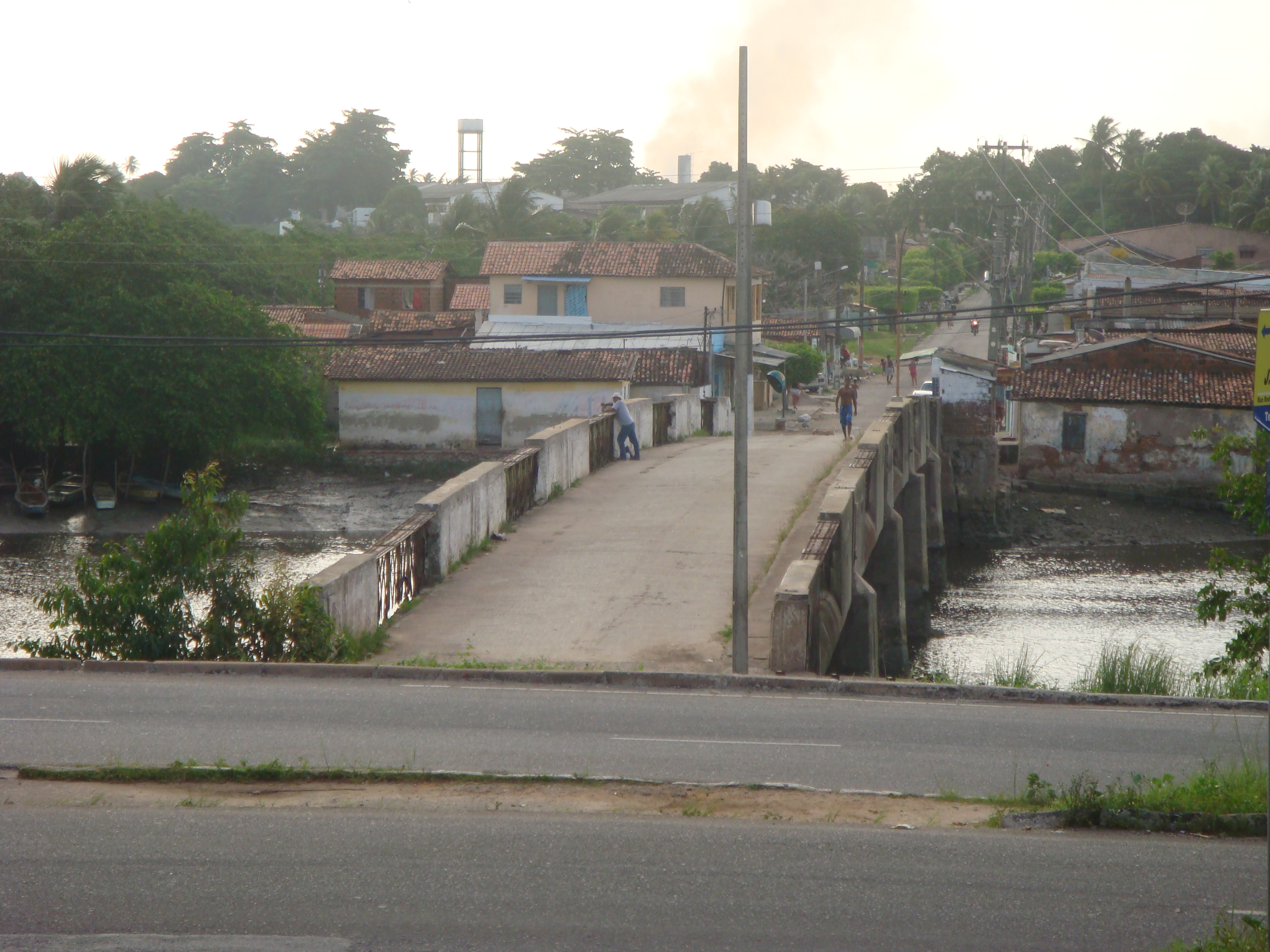
A antiga «ponte do Baralho», que liga João Pessoa a Bayeux, é hoje utilizada apenas por pedestres.

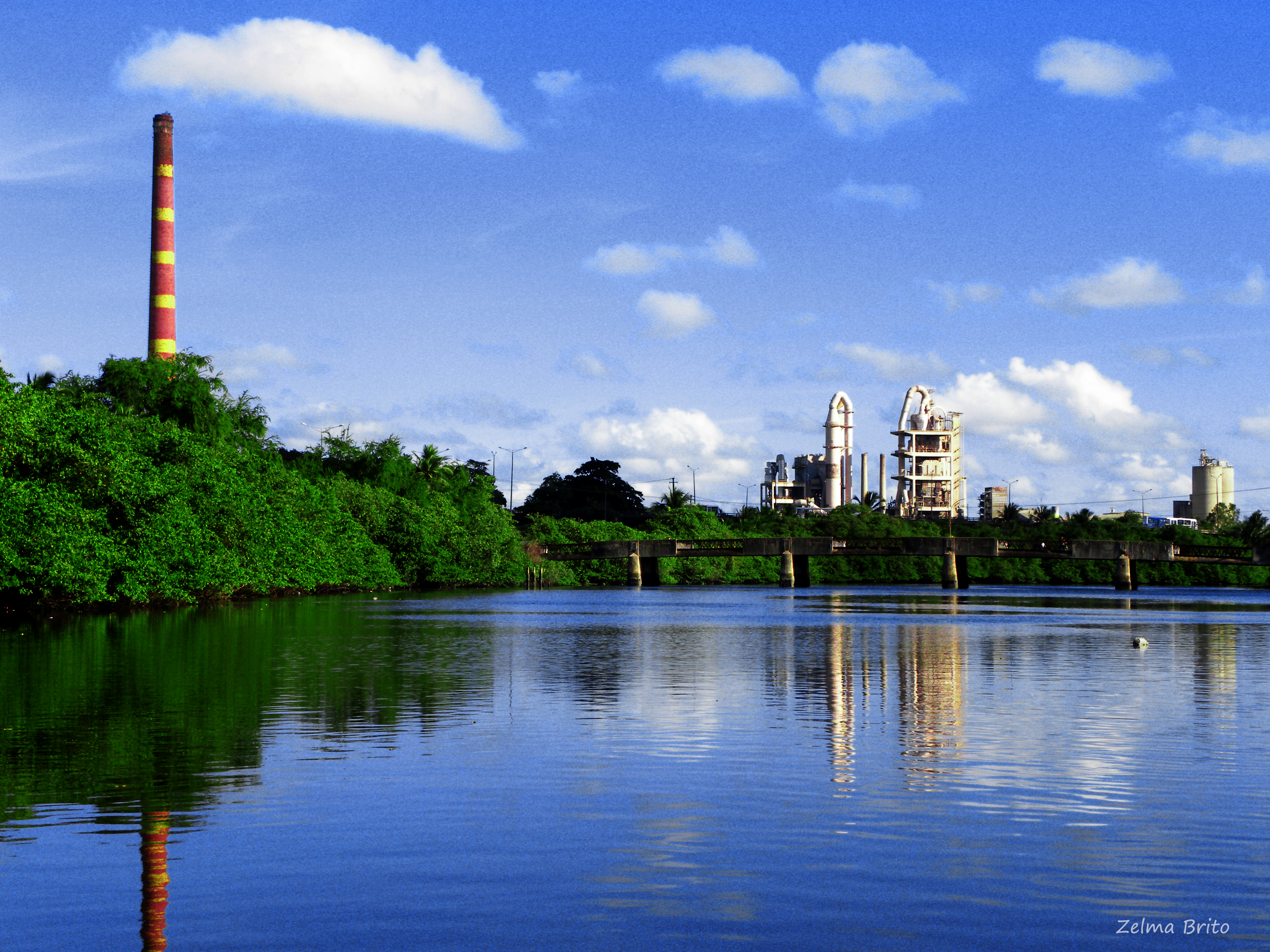
Vista de cima da ponte em direção à fábrica de cimento da Ilha do Bispo.

O rio Sanhauá é um rio brasileiro que banha os municípios de Bayeux e João Pessoa, no estado da Paraíba. Um dos principais afluentes do rio Paraíba, foi em sua foz, margeada pelo casario histórico e pelos campanários de dezenas de igrejas, que João Pessoa, a capital do estado, foi fundada, no século XVI. 
Apesar do constante processo de antropização por que vem passando desde essa época, suas margens ainda estão parcialmente cobertas de manguezais.

## Sub-bacia
O Sanhauá se forma da junção do rio do Meio com o Marés.

## Antropização

### Impactos da urbanização
Em julho de 2007, o rio recebeu cinquenta mil tilápias que foram introduzidas com o intuito de aumentar a quantidade de pescado no estuário, que atualmente está baixa. A ação irá beneficiar diretamente quinhentas famílias de pescadores que sobrevivem especialmente da pesca artesanal em Bayeux e João Pessoa, além de alertar para a importância da preservação ambiental do ecossistema do estuário.
Os alevinos vieram da Estação de Piscicultura da Empresa Paraibana de Abastecimento e Serviços Agrícolas, localizada no município de Itaporanga.
Milhares de litros de esgoto e lixo doméstico são jogados diariamente nas margens do rio, que é um santuário de vida estuarina e utilizado para diferentes atividades humanas, como pesca, navegação e lazer. Os moradores ribeirinhos não têm saneamento básico fornecido pelo governo local e utilizam as águas do rio como depósito para os dejetos, causando poluição grave. Além disso, a falta de orientação sobre consciência ambiental aos moradores também agrava a situação do meio ambiente local.
Próximo às suas margens esteve por décadas assentado o antigo Lixão do Roger, para onde todos os dejetos da capital do estado eram enviados. A área de depósito de lixo foi desativada em 2003 após cerca de 40 anos de funcionamento. Contudo, em virtude da constatação de que o chorume do lixão ainda escorre para o manguezal, pode-se concluir que o antigo lixão ainda é um importante poluidor das águas dp Sanhauá.

### «Ponte do Baralho»
Informalmente denominada «ponte do Baralho», a ponte sobre o rio Sanhauá foi iniciada na década de 1830, tendo sido reconstruída várias vezes nas décadas posteriores. Sobre as origens da ponte, na Revista do IHGP, volumes 10–13, há a seguinte citação:
A ponte do Rio Sanhauá, que liga o Baralho a João Pessoa, foi reconstruída em 1831, sob concorrência pública.
Um dos projetos mais ousados foi o idealizado nos fins do século XIX pelo então governador Henrique de Beaurepaire Rohan. A restauração sobre estacas de madeira ficou por conta do engenheiro português Francisco Soares da Silva Retumba.